# Knobesholms säteri
Knobesholms säteri är en herrgård i Asige socken i Falkenbergs kommun.
Knobesholm har fått sitt namn efter den danske adelsmannen Knut Knob som bodde här på 1500-talet. Mangårdsbyggnaden uppfördes år 1632 och byggdes på med en våning i början av 1900-talet. På var sida om mangårdsbyggnaden ligger ett magasin och en före detta ladugård, uppförda i sten på 1600-talet. Gården ligger vid Hovgårdsån.
I slutet av 1700-talet låg nästan hela Asige socken under Knobesholm, men det skingrades i början av 1800-talet. Vid Knobesholm fanns en industri med kvarn, såg och tunnbinderi. Tunnbinderiet var i drift till år 1952 och är numera museum.
Konstnären och fotografen Severin Nilson växte upp på Knobesholm, där hans far var smed. Nilson flyttade sitt barndomshem från Knobesholm till Björsgård, där han inredde det till ateljé.

## Galleri

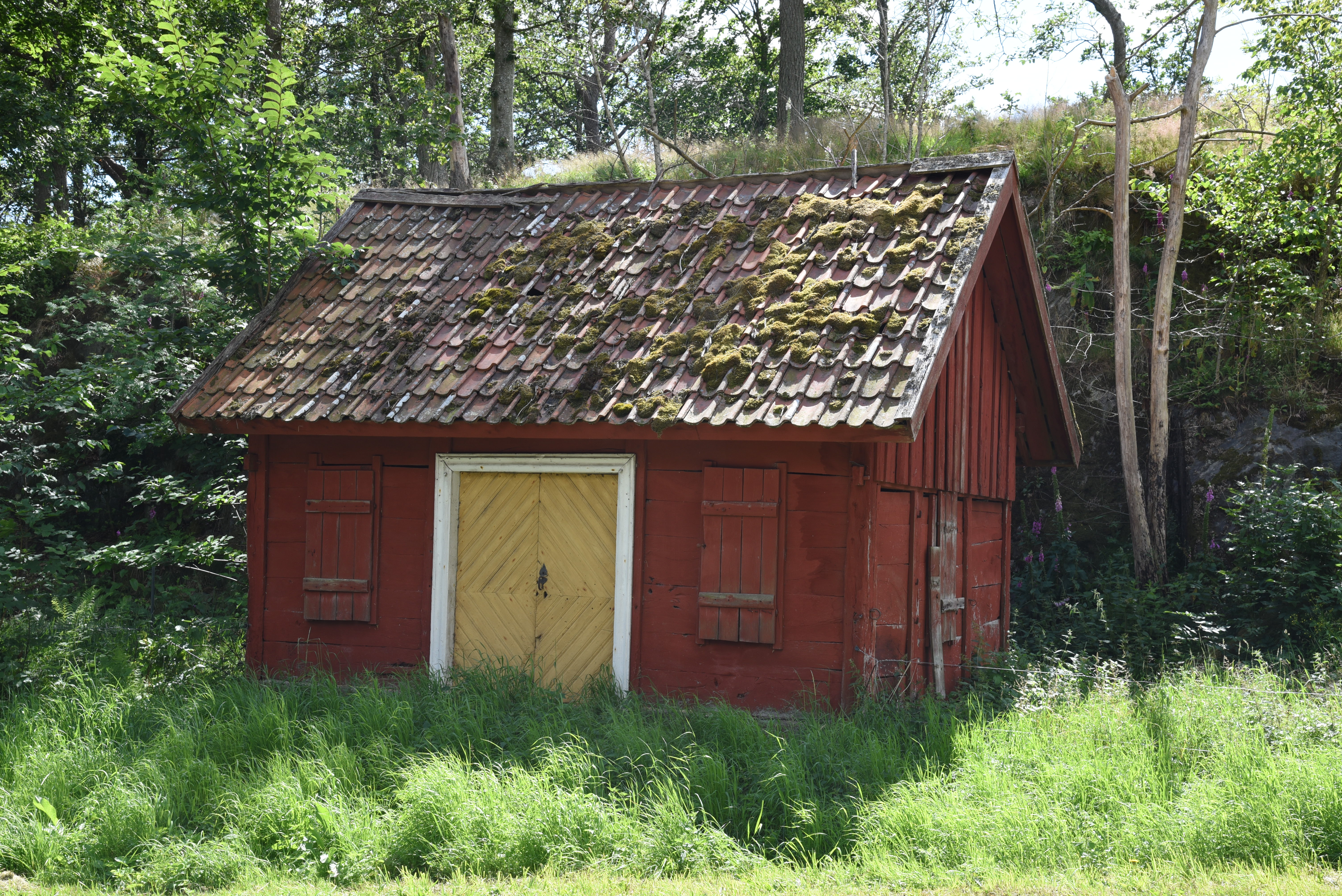
Smedjan.
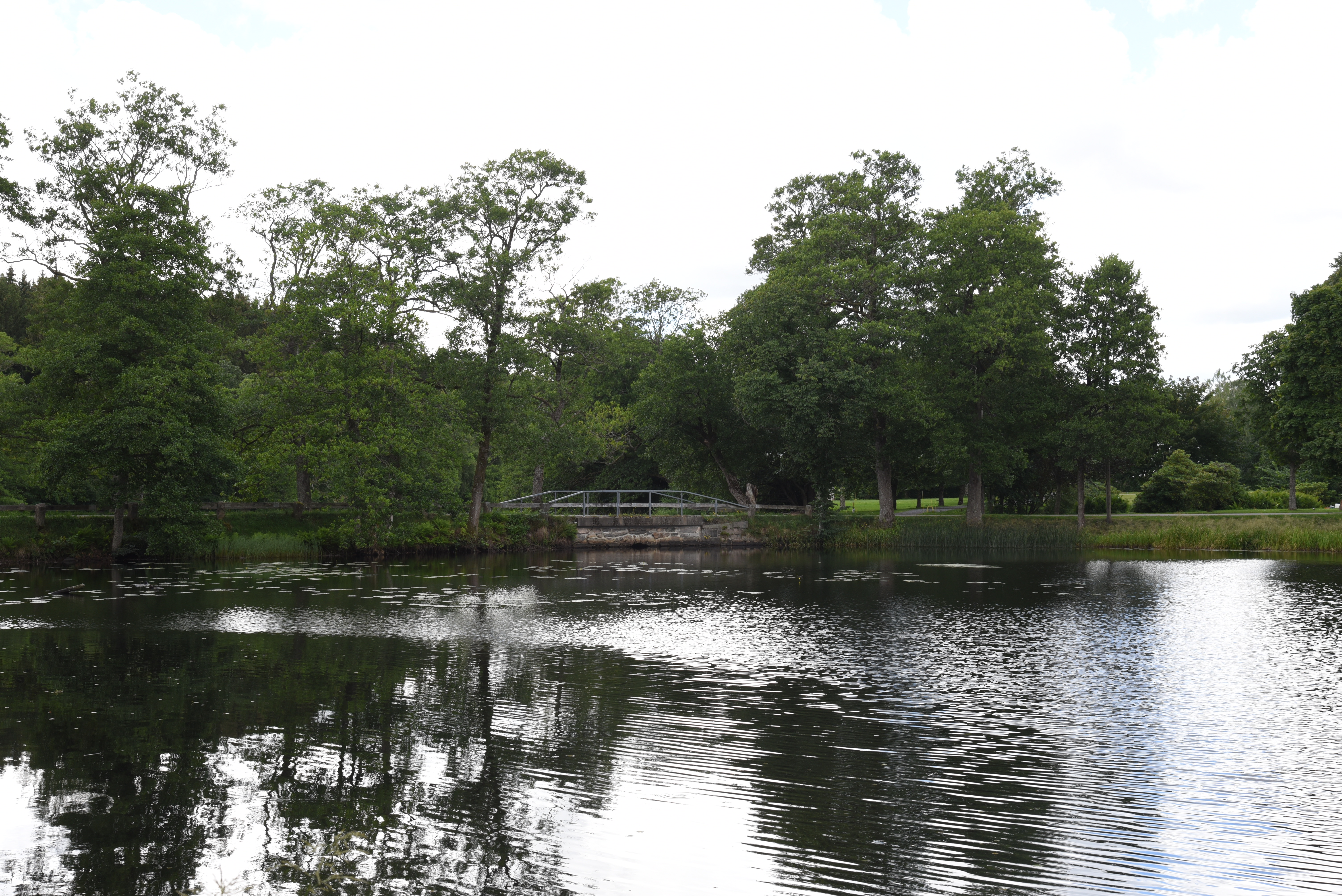
Dammen.
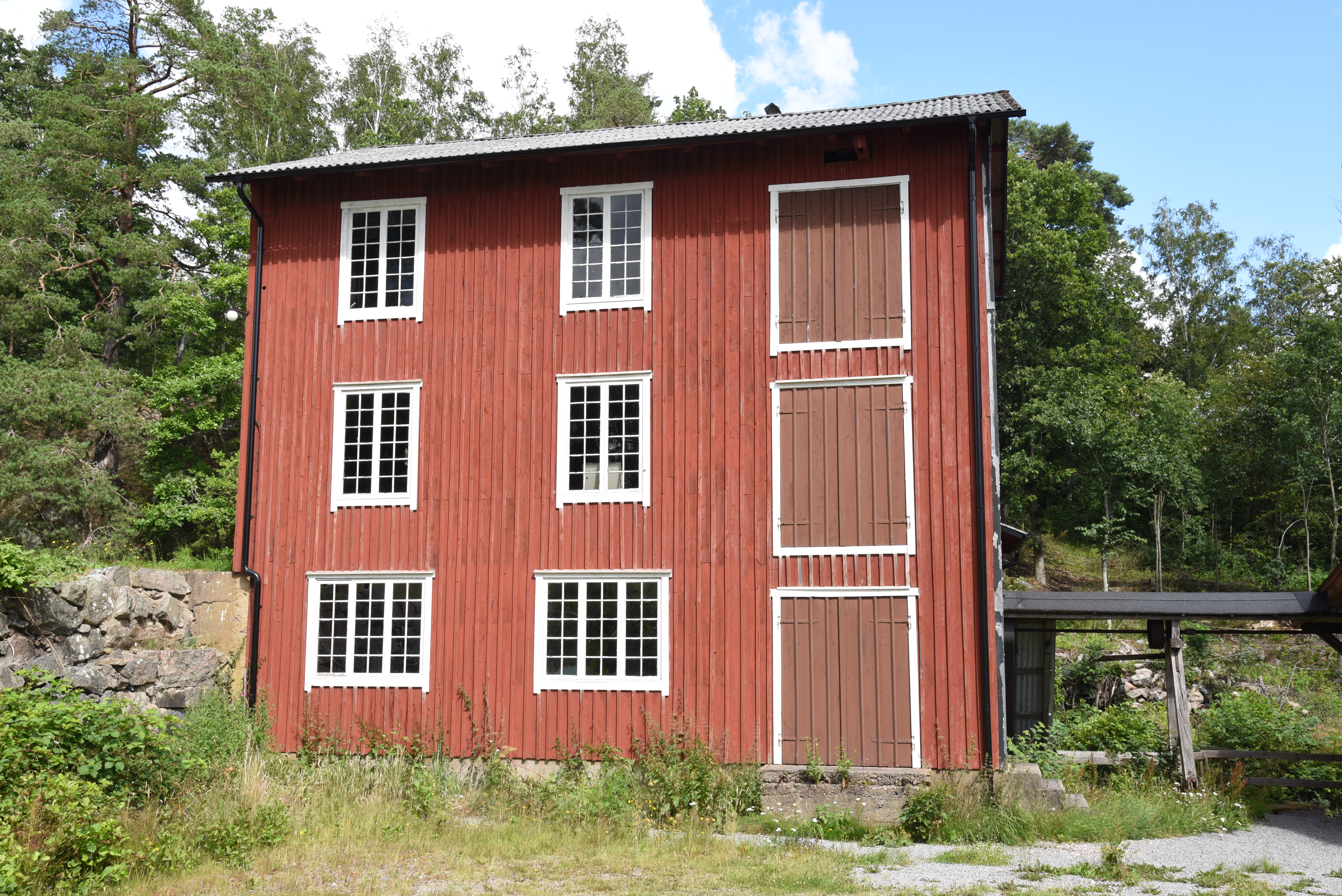
Tunnbinderiet.